# Prix Guy-Le-Gonidec
Le prix Guy-Le-Gonidec est une course hippique de trot attelé se déroulant au mois de juin (en août avant 2022) sur l'hippodrome de Vincennes.
C'est une course de Groupe II réservée aux femelles de 4 ans, ayant gagné au moins 25 000 € (conditions en 2025).
Elle se court sur la distance de 2 700 mètres (grande piste), départ volté. L'allocation 2025 s'élève à 120 000 € dont 54 000 € pour le vainqueur.
Son équivalent pour les mâles est le prix Jules-Thibault ayant lieu le même jour.

## Palmarès
Avant 2004, la course était également ouverte aux mâles (hongres exclus).
| Année | Vainqueur          | Père               | Driver                | Entraîneur              | Temps  |
| ----- | ------------------ | ------------------ | --------------------- | ----------------------- | ------ |
| 2025  | Liberté de Choisel | Captain Sparrow    | Anthony Barrier       | Sylvain-Gérard Dupont   | 1'12"  |
| 2024  | Kelle Beauté       | Uniclove           | Alexandre Abrivard    | Laurent-Claude Abrivard | 1'11"8 |
| 2023  | Joumba de Guez     | Carat Williams     | Jean-Michel Bazire    | Jean-Michel Bazire      | 1'12"6 |
| 2022  | Idylle Speed       | Carat Williams     | Jean-Michel Bazire    | François-Pierre Bossuet | 1'13"4 |
| 2021  | Hanna des Molles   | Village Mystic     | Alexandre Abrivard    | Laurent-Claude Abrivard | 1'12"2 |
| 2020  | Gunilla d'Atout    | Ready Cash         | Éric Raffin           | Sébastien Guarato       | 1'13"9 |
| 2019  | Flèche Bourbon     | Saxo de Vandel     | Jean-Philippe Monclin | Sébastien Guarato       | 1'13"1 |
| 2018  | Erminig d'Oliverie | Scipion du Goutier | Franck Nivard         | Franck Leblanc          | 1'13"6 |
| 2017  | Draft Life         | Ubriaco            | Éric Raffin           | Louis Baudron           | 1'13"6 |
| 2016  | Cère Josselyn      | Kaisy Dream        | David Thomain         | Thierry Duvaldestin     | 1'14"  |
| 2015  | Billie de Montfort | Jasmin de Flore    | Éric Raffin           | Sébastien Guarato       | 1'13"1 |
| 2014  | Africaine          | Oiseau de Feux     | Jean-Étienne Dubois   | Jean-Étienne Dubois     | 1'13"6 |
| 2013  | Vive Daidou        | Ouragan de Celland | Thierry Duvaldestin   | Thierry Duvaldestin     | 1'14"4 |
| 2012  | Ustie Love         | Love You           | Louis Baudron         | Louis Baudron           | 1'14"5 |
| 2011  | Tornade du Rib     | Ganymède           | David Thomain         | Joël Hallais            | 1'13"9 |
| 2010  | Sierra Leone       | John Arifant       | Jean-William Hallais  | Jean-William Hallais    | 1'15"4 |
| 2009  | Royal Crown        | Love You           | Jean-Pierre Dubois    | Jean Baudron            | 1'14"5 |
| 2008  | Qualita Bourbon    | Love You           | Jos Verbeeck          | Jean Baudron            | 1'13"4 |
| 2007  | Popinée de Timbia  | Goetmals Wood      | Thierry Duvaldestin   | Thierry Duvaldestin     | 1'14"5 |
| 2006  | Occitane           | Hasting            | Pierre Levesque       | Pierre Levesque         | 1'14"9 |
| 2005  | Noise              | Ékir de Léau       | Olivier Boudou        | Olivier Boudou          | 1'15"7 |
| 2004  | Mara Bourbon       | And Arifant        | Jean-Pierre Dubois    | Jean-Pierre Dubois      | 1'15"7 |
| 2003  | Love You           | Coktail Jet        | Jean-Pierre Dubois    | Jean-Pierre Dubois      | 1'14"8 |
| 2002  | Kapitano           | Coktail Jet        | Jos Verbeeck          | Alphonse Vanberghen     | 1'15"2 |
| 2001  | Jain de Béval      | Coktail Jet        | Dominik Locqueneux    | PIerre-Désiré Allaire   | 1'15"  |
| 2000  | In Foot            | Coktail Jet        | Pierre Vercruysse     | Jean-Étienne Dubois     | 1'16"2 |
| 1999  | Hermès du Buisson  | Buvetier d'Aunou   | Jean-Pierre Dubois    | Jean-Pierre Dubois      | 1'15"8 |
| 1998  | Ganymède           | Buvetier d'Aunou   | Bernard Piton         | Jean-Pierre Dubois      | 1'16"3 |
| 1997  | Fighter Horse      | Timorky            | Claude Lamour         | Claude Lamour           | 1'18"9 |
| 1996  | Écho               | Qlorest du Vivier  | Pierre Vercruysse     | Jean-Étienne Dubois     | 1'16"6 |
| 1995  | Dresden            | Tarass Boulba      | Jean-Étienne Dubois   | Jean-Étienne Dubois     | 1'19"  |
| 1994  | Coktail Jet        | Quouky Williams    | Jean-Étienne Dubois   | Jean-Étienne Dubois     | 1'19"5 |
| 1993  | Buvetier d'Aunou   | Royal Prestige     | Jean-Pierre Dubois    | Jean-Pierre Dubois      | 1'18"5 |
| 1992  | Avenir de Sée      | Quito de Talonay   | Ulf Nordin            | Ulf Nordin              | 1'17"8 |
| 1991  | Vizir Pont Vautier | Manay Port         | Jean-Philippe Dubois  | Jean-Philippe Dubois    | 1'19"3 |
| 1990  | Ultime Atout       | Jalno              | Ghislain Fontenay     | Ghislain Fontenay       | 1'17"7 |
| 1989  | Takima             | Chambon P          | Jan Kruithof          | Jan Kruithof            | 1'17"5 |
| 1988  | Spitzer            | Borgia III         | Bernard Oger          | Léopold Verroken        | 1'19"5 |
| 1987  | Renoso             | Buffet II          | Paul Viel             | Paul Viel               | 1'18"2 |
| 1986  | Quito de Couronne  | Chambon P          | Joël Hallais          | Joël Hallais            | 1'19"9 |
| 1985  | Pythagoras         | Florestan          | Ulf Nordin            | Ulf Nordin              | 1'16"3 |
| 1984  | Ogorek             | Borgia III         | Michel Roussel        | Jean-Lou Peupion        | 1'17"1 |
| 1983  | Neuilly            | Amyot              | Michel-Marcel Gougeon | Léopold Verroken        | 1'17"9 |
| 1982  | Mon Ouiton         | Kerjacques         | Léopold Verroken      | Léopold Verroken        | 1'17"1 |
| 1981  | Levorino           | Kerjacques         | Stig Engberg          | Stig Engberg            | 1'17"2 |
| 1980  | Kerridou           | Rubis Royal        | Léopold Verroken      | Léopold Verroken        | 1'19"4 |
| 1979  | Javaza             | Tokyo              | Marcel Delaunay       | Marcel Delaunay         | 1'18"1 |
| 1978  | Iris de Gournay    | Quatt Cent Trois   | Louis Boulard         | Louis Boulard           | 1'18"8 |
| 1977  | Hadol du Vivier    | Mitsouko           | Jean-René Gougeon     |                         | 1'17"6 |
| 1976  | ?                  |                    |                       |                         |        |
| 1975  | Fakir du Vivier    | Sabi Pas           | Michel-Marcel Gougeon |                         | 1'18"6 |
| 1974  | Équiléo            | Paléo              | Bernard Froger        |                         | 1'18"1 |
| 1973  | Duo de Pampa       | Faon Kairos        | André-Denis Ollivaud  |                         | 1'18"2 |
| 1972  | Ciboulette M       | Quito              | Gérard Mascle         |                         | 1'19"4 |